# Zoch Verlag

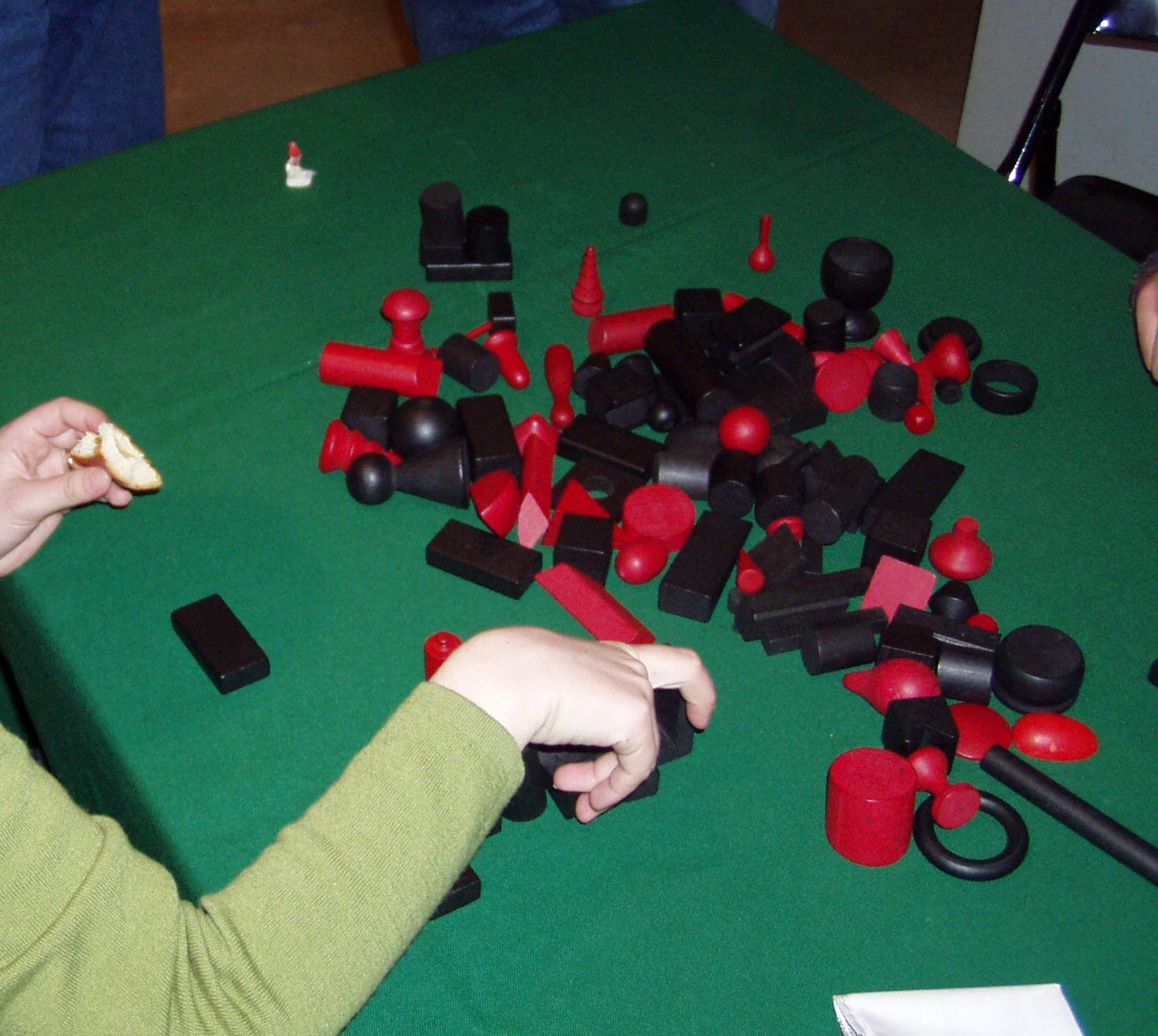
Eine Bausack-Variante des Zoch-Verlages ist der Schwarze Sack.

Der Zoch Verlag ist ein deutscher Verlag für Gesellschaftsspiele. Sein Hauptaugenmerk gilt physikalischen Geschicklichkeitsspielen aus Holz – oder mit hohem Holzanteil – für Kinder und Familien. Daneben führt er Spiele, in denen die taktischen Fähigkeiten der Spieler gefragt sind.

## Geschichte

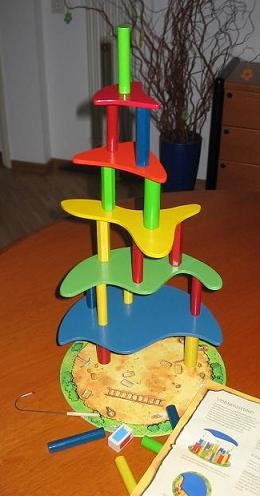
Villa Paletti – ein mit Preisen ausgezeichnetes Spiel aus dem Zoch-Verlag

Der Verlag wurde 1987 von Geschäftsführer Albrecht Werstein und dem Spieleautor Klaus Zoch gegründet. Mit der Gründung erfolgte die Veröffentlichung des ersten Spiels: der Bausack. Im Jahr 2002 kam als neuer Gesellschafter Hermann Hutter hauptsächlich für den Bereich Vertrieb hinzu. 
Der Verlag erhielt viele Preise, darunter den Schweizer Spielepreis, vielfach die Auszeichnung spiel gut und den vom Spielepublikum vergebenen Deutschen Spielepreis. 
Zum 1. Februar 2010 wurde der Verlag von der Simba Dickie Group übernommen, als Marke jedoch weitergeführt. 2015 wurde er der Simba-Dickie-Marke Noris-Spiele zugeordnet und seitdem von Fürth aus geführt. Die Marke Noris-Spiele ist 2019 in die Firma Simba Toys GmbH & Co. KG übergegangen.

## Auszeichnungen
- 1987: Bausack: Auswahlliste Spiel des Jahres
- 1998: Zicke Zacke Hühnerkacke: Spiel des Jahres – Sonderpreis Kinderspiel
- 2001: Zapp Zerapp: Deutscher Kinderspielepreis
- 2002: Villa Paletti: Spiel des Jahres, 2. Platz Kinderspielpreis des Schweizer Spielepreis
- 2004: Dicke Luft in der Gruft: Deutscher Kinderspielepreis, 3. Platz Kinderspielpreis des Schweizer Spielepreis
- 2005: Niagara: Spiel des Jahres, 2. Platz Deutscher Spielepreis, 3. Platz beim Schweizer Spielepreis
- 2005: Manila: 3. Platz Deutscher Spiele Preis, 2. Platz beim Schweizer Spielepreis
- 2007: Burg Appenzell: Deutscher Kinderspielepreis
- 2009: Nicht zu fassen: Graf Ludo – Spielegrafikpreis
- 2011: Geistesblitz: Empfehlungsliste Spiel des Jahres
- 2011: Da ist der Wurm drin: Kinderspiel des Jahres
- 2011: Professor Pünschge: MinD-Spieletipp
- 2015: Spinderella: Kinderspiel des Jahres